# Actinodaphne mansonii
Actinodaphne mansonii är en lagerväxtart som beskrevs av Mohan Gangopadhyay. Actinodaphne mansonii ingår i släktet Actinodaphne och familjen lagerväxter. Inga underarter finns listade i Catalogue of Life.